# Fazenda Campo Limpo
A Fazenda Campo Limpo é uma propriedade rural histórica do século XIX tombada pelo IPAC, localizada no município de Cruz das Almas, no recôncavo baiano.

## Tombamento
A Fazenda Campo Limpo foi tombada pelo Instituto de Patrimônio Artístico e Cultural da Bahia – IPAC, pela Lei n° 3.660 de 8 de junho de 1978 e o Decreto n° 26.219 de 23 de agosto de 1978.

## Histórico
A Fazenda Campo Limpo foi fundada em 1865 pelo Senador Temístocles da Rocha Passos, influente político baiano durante a monarquia e início da república, também responsável pela emancipação política da cidade de Cruz das Almas. A fazenda originalmente era composta das terras dos engenhos de Areia e de Presa. As terras eram usadas para o cultivo de cana-de-açúcar, citricultura e criação de gado de corte e leite. A produção era realizada pelos escravos nos engenhos e nos moinhos de mandioca. Segundo informações do IPAC, a fazenda chegou a ter em torno de duzentos escravos.
Com o falecimento do senador, a propriedade foi herdada pelo seu filho mais velho, Manoel Caetano Passos, onde viveu com sua esposa Berila Eloy Passos e seus filhos, Maria José Passos, Dulce Passos, Jacinta Passos, Manoel Caetano Filho e Maria de Lourdes Passos.
Manoel Caetano vendeu as terras da fazenda para seu irmão Alberto Passos que viveu na fazenda com sua esposa Júlia e com seus filhos. Outros membros da família Passos que moraram no local foram: Ramiro Eloy Passos, sua esposa Maria Ubaldina Silva Passos e seus filhos, Ana Helena e Luciano Passos. Luciano Passos herdou as terras do pai e passou a morar na fazenda com sua esposa Angelita de Almeida Passos e filhos.
Atualmente a fazenda pertence à Angelita de Almeida Passos, viúva de Luciano Passos, e seus dois filhos, Barbará Passos e Lucas Passos. Em 2005, Angelita criou a página Instituto Campo Limpo com o objetivo de disponibilizar informações sobre a Fazenda Campo Limpo e de publicar crônicas e poemas.

## Arquitetura
A sede da fazenda foi construído em estilo colonial feito em taipa de pilão. A área interna é apresenta quatro quartos, duas salas, uma sala de jantar, um banheiro, uma copa e uma cozinha, caracterizada por suas grandes proporções e pela decoração. Seus cômodos são forrados com madeira e seus pisos são mesclados de materiais diferentes.

## Acervo Mobiliário
A família Passos ainda preserva na fazenda objetos e móveis do século XIX:
- oratório feito de madeira e vidro, com bordas caneladas e ornamentações florais em estilo rococó
- castiçais de prata, ferro, alguns em estilo cilíndrico neoclássico, outros  em estilo barroco
- cristaleira com estilo entre D. José I (padrão de móvel português da segunda metade do século XVIII, com influência do rococó) e D. Maria I (mescla de estilos, inspirado no estilo D. José I e Luís XV/ Luís XVI)
- fotos da família enquadradas, algumas coloridas à mão
- espada em ferro